# ردیف ثبت

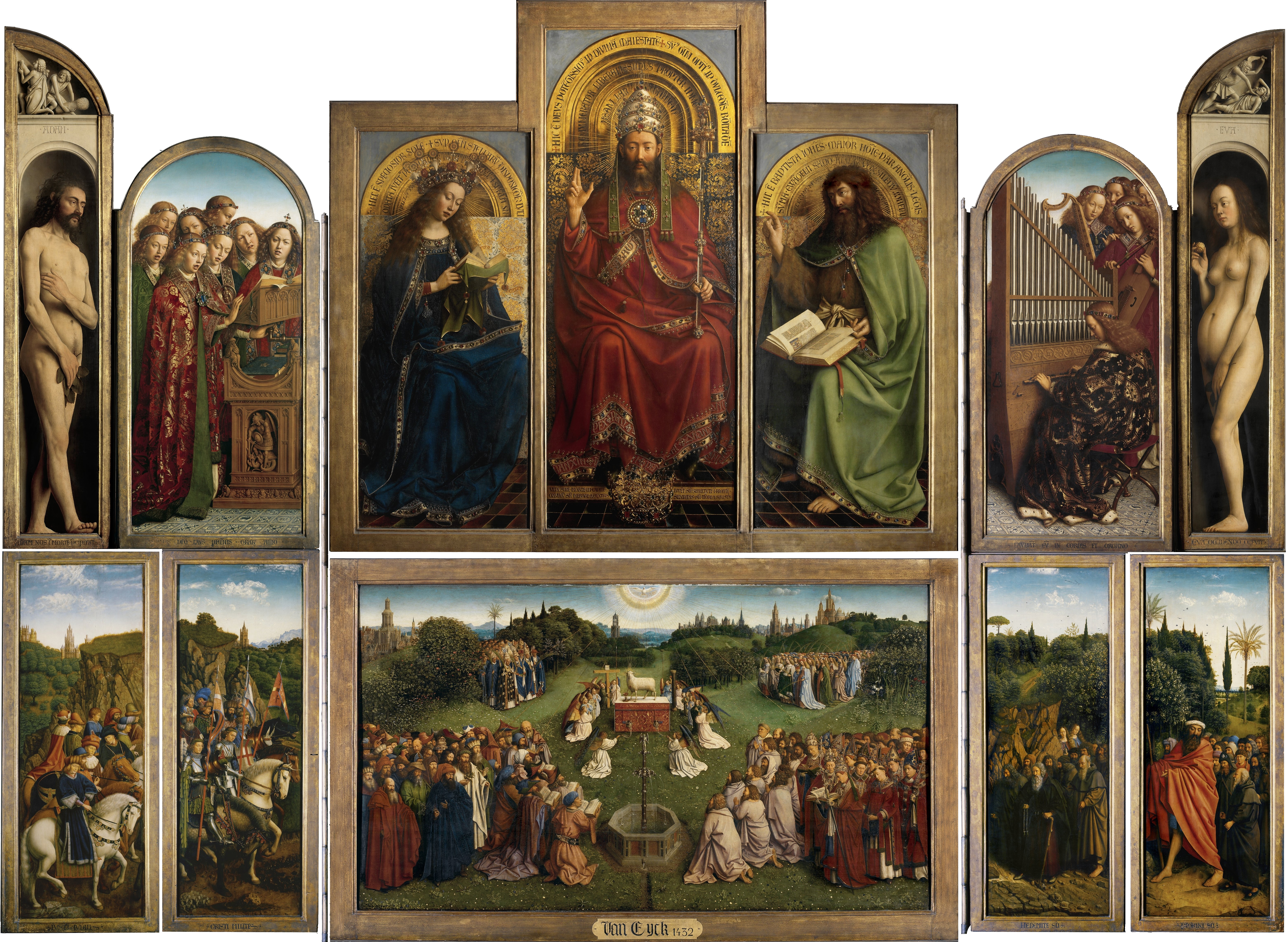
محراب گنت، یک نقاشی چند لته‌ای اوایل قرن پانزدهم میلادی

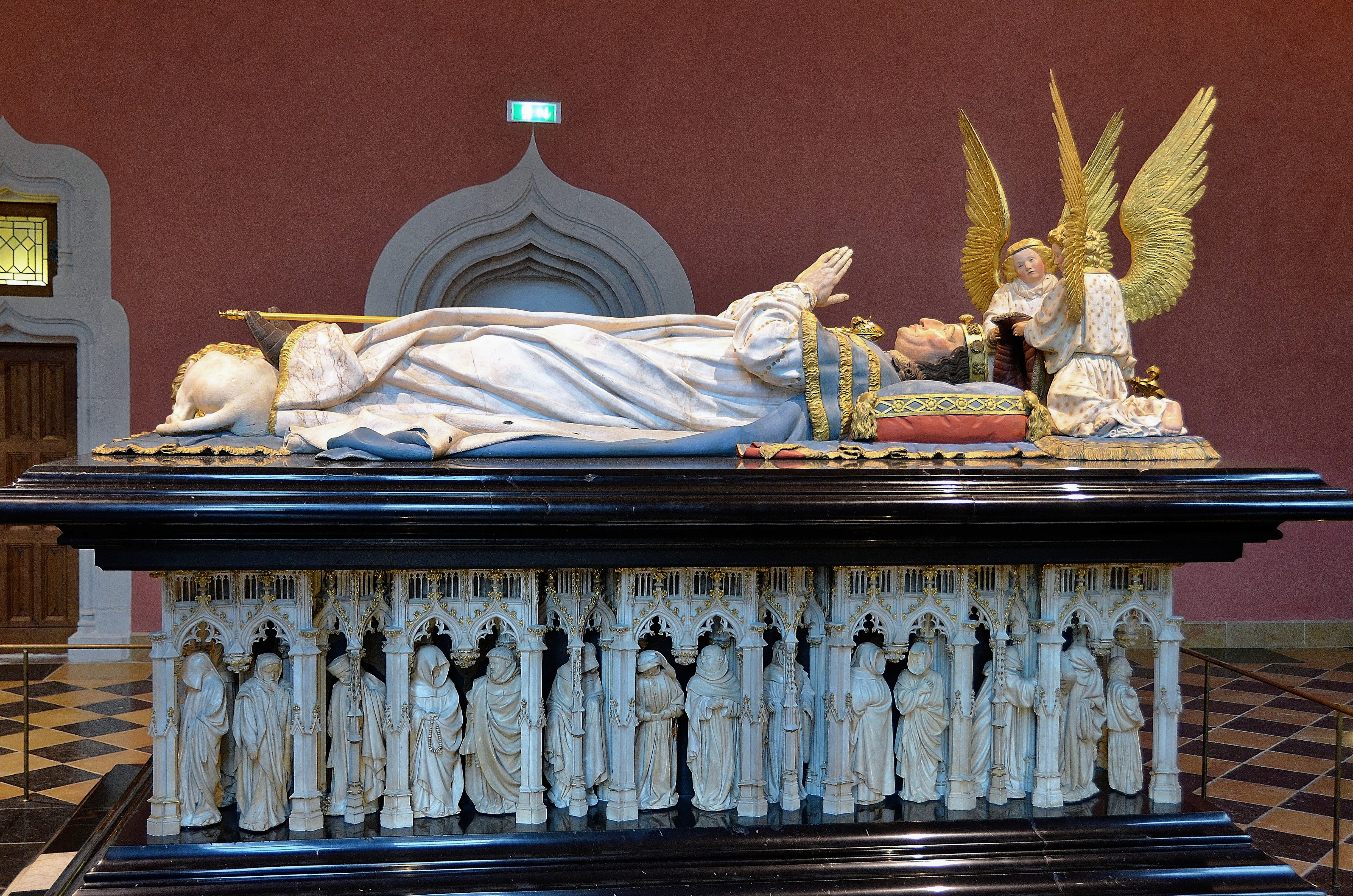
مقبره فیلیپ جسور، ساخته شده بین ۱۳۸۴ تا ۱۴۱۰

در هنر و باستان‌شناسی، مجسمه‌سازی و نقاشی، ردیف ثبت (انگلیسی: Register) یک سطح افقی در اثری است که از چندین سطح چیده شده در بالای یکدیگر تشکیل شده است، به خصوص در جایی که سطوح به وضوح با خطوط از هم جدا شده‌اند. کتاب کمیک‌های امروزی معمولاً از قراردادهای مشابهی استفاده می‌کنند؛ بنابراین با یک ردیف یا یک خط در متون امروزی قابل مقایسه است. در مطالعه نوشتار باستانی، مانند خط میخی و هیروگلیف مصری، «ردیف ثبت» ممکن است برای محفظه‌های عمودی مانند ستون‌های حاوی نوشته که در کنار هم چیده شده‌اند و با خطوط از هم جدا شده‌اند، به ویژه در مهر استوانه‌ای که اغلب متن و تصویر را با هم ترکیب می‌کنند، استفاده شود. به‌طور معمول، هنگام برخورد با تصاویر، فقط به محفظه‌های ردیفی اشاره دارد که به صورت عمودی روی هم چیده شده‌اند.
استفاده از ردیف‌های ثبت در هنر مصر باستان، از تخته‌رنگ نارمر به بعد، و در هنر قرون وسطی در فرسکوهای بزرگ و تذهیب‌ها رایج است. هنر روایی، به ویژه پوشش زندگی شخصیت‌های مقدس، اغلب به صورت دنباله‌ای از صحنه‌های کوچک چیده شده در ردیف‌های ثبت ارائه می‌شود.
هیروگلیف‌های آناتولی حکاکی شده نیز معمولاً در ردیف‌های ثبت در بالای یکدیگر چیده می‌شدند. جهت خواندن از یکی از گوشه‌های بالا شروع می‌شد و در هر ردیف پایین‌تر جهت معکوس می‌شد، به طوری که خواننده مجبور نبود از انتهای دیگر هر ردیف جدید شروع کند. نمونه‌های دیگر، در هنر بین‌النهرین، کودورو یا سنگ‌های مرزی هستند که اغلب ردیف‌هایی از خدایان را در ردیف‌های ثبت بالایی صحنه‌ها داشتند.

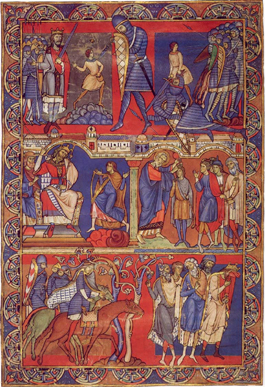
صحنه‌هایی از زندگی داوود در سه ردیف ثبت. "برگ مورگان"، جدا شده از تذهیب کتاب مقدس وینچستر  ۱۱۶۰−۱۱۷۵.
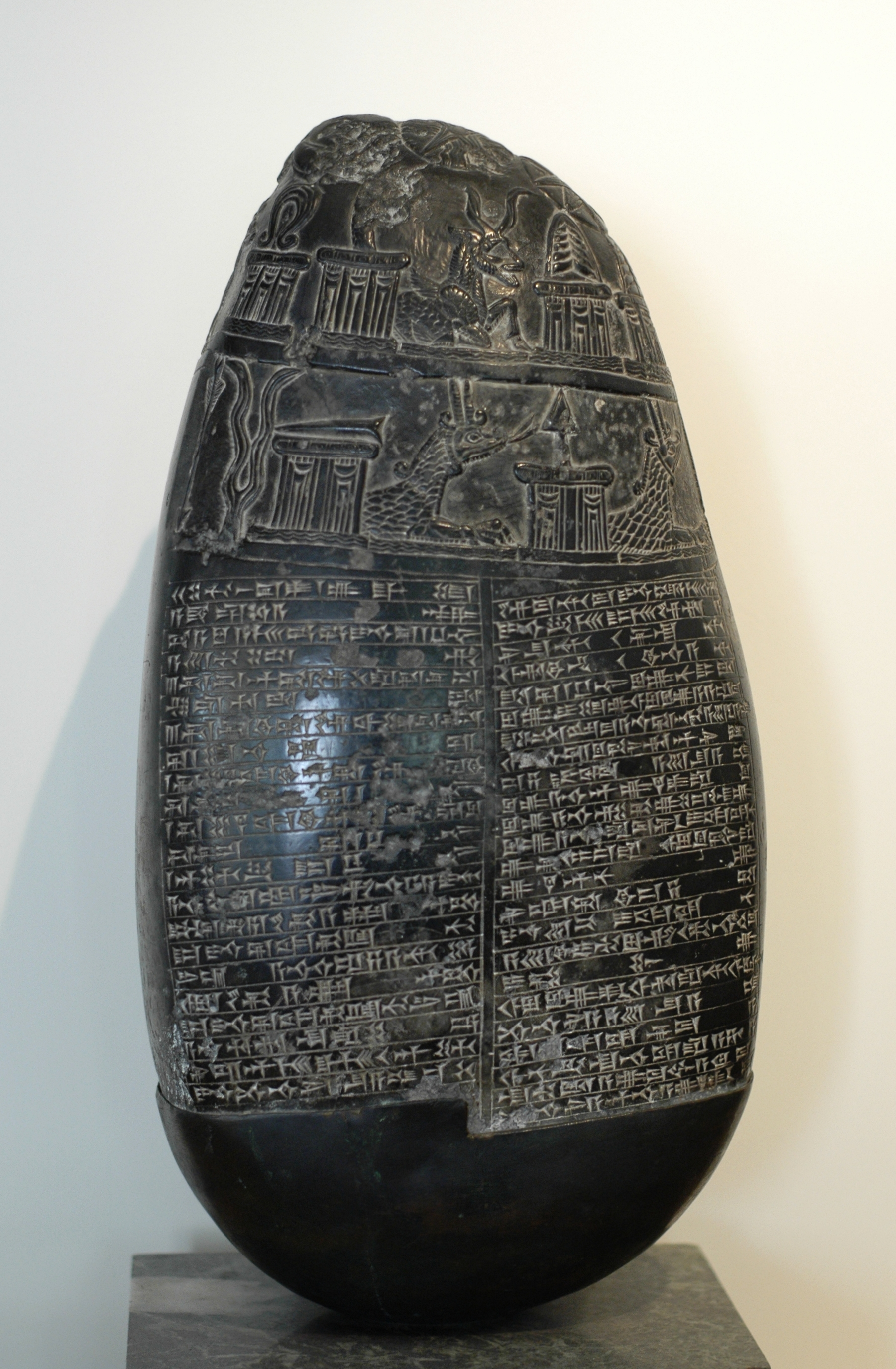
کودورو بابلی از اواخر دوره کاسیان که در نزدیکی بغداد یافت شد. تصاویر بالایی در دو ردیف ثبت هستند.